# USS LST-81
El USS LST-81 fue un buque de desembarco de reparaciones clase Achelous construido en los Estados Unidos. Su quilla se puso el 8 de marzo de 1943 en Jeffersonville, Indiana, por la Jeffersonville Boat & Machine Co. Fue botado el 28 de mayo de 1943. Fue redesignado «ARL-5» el 20 de julio y, nueve días después, fue transferido al Reino Unido. La Marina Real británica utilizó al buque como «LSE-1» hasta el 21 de mayo de 1946, cuando este regresó a los Estados Unidos.
El 20 de agosto de 1947, la Argentina compró el LST-81 y el LST-82, a los cuales nombró «ARA Ingeniero Hodesh» y «ARA Ingeniero Gadda», respectivamente, pero, el Ingeniero Hodesh fue renombrado como «Ingeniero Iribas». La Armada Argentina asignó al buque en la Flota de Mar, donde el mismo sirvió hasta el 31 de marzo de 1966, cuando se dispuso su venta a una firma particular.